# فرانك أوليفر
فرانك أوليفر هو ناشر وسياسي كندي، ولد في 1 سبتمبر 1853 في كندا، وتوفي في 31 مارس 1933 في أوتاوا في كندا. حزبياً، نشط في الحزب الليبرالي الكندي. وقد انتخب عضو مجلس العموم الكندي وانتخب وزير الداخلية ‏.